# Ali Guerraoui
Pour les articles homonymes, voir Guerraoui.
Pas d'image ? Cliquez ici

a Compétitions nationales et continentales officielles uniquement.

b Matchs officiels uniquement.
Dernière mise à jour le 5 novembre 2017.
Ali Guerraoui, né le 12 mars 1986, est un joueur international algérien de rugby à XV qui évolue au poste de pilier.

## Biographie
Après être passé par l'équipe espoir du CA Brive, Ali Guerraoui rejoint le RC Massy en 2009 pour jouer en Fédérale 1. À la fin de la saison, il quitte le club de l'Essonne pour l'AS Saint-Junien.
Il joue avec l'AS Saint-Junien depuis 2010. Le 25 août 2007, il fait partie de l'effectif de l'équipe d'Algérie qui dispute le premier match amical contre une équipe professionnelle, le SU Agen,,.

## Palmarès

### En club
- Champion de France espoirs 2009 avec le CA Brive

### En sélection
- Champion d’Afrique Bronze Cup 2017